# Robert Lee (cantante)
Robert Lee, pseudonimo di Lee Jun-fai (李振辉T, 李振輝S, Lǐ ZhènhuīP; Hong Kong, 16 dicembre 1948), è un cantante, chitarrista, attore e produttore cinematografico hongkonghese.

## Biografia
Robert è il quinto ed ultimo figlio del famoso attore e cantante d'opera cantonese, Lee Hoi-chuen, nonché fratello minore del famoso attore e artista marziale Bruce Lee. Robert ha un figlio, Clarence Lee.
Nel 1966 Robert fondò la rock/beat band The Thunderbirds, che divenne rapidamente una delle più popolari di Hong Kong. Parallelamente all'attività con la band, Robert registrò la sua prima pubblicazione solista, un singolo in duo con la famosa cantante eurasiatica Irene Ryder. Poco dopo lo scioglimento dei Thunderbirds nel 1971, Robert si trasferì a Los Angeles dal fratello Bruce, fino alla sua morte nel 1973. L'anno seguente pubblicò il suo primo album solista, The Ballad of Bruce Lee, un album acustico dedicato al fratello. Un secondo album, intitolato The Boat Song, fu pubblicato l'anno successivo. Nel 1977 pubblicò un altro singolo, frutto della collaborazione con la famosa cantante cinese Chelsia Chan.
A partire dalla seconda metà degli anni settanta, Robert cominciò a lavorare nell'ambiente cinematografico, componendo la colonna sonora, da lui stesso eseguita, per il documentario The Warrior Within, dedicato al fratello. Quello stesso anno lavorò ad un altro film, America bangmungaeg, come aiuto regista. Successivamente interpretò alcune parti, accreditato come "Robert Jan-fai Lee". Nel 2010 produsse Bruce Lee, My Brother, film biografico sull'adolescenza di Bruce e narrato dal punto di vista di Robert, il quale è anche narratore nel film. Sullo schermo il ruolo di Robert Lee è interpretato da Dylan Sterling.

## Discografia

### The Thunderbirds
Singoli
- 1967 – Polly Sunday/I Do, I Do

Split EP
- 1968 – Route 66/That's When Happiness Began/Papa-ou-Mau Mau/Juanita Banana (The Thunderbirds & The Nautics)

### Solista
Album
- 1974 – The Ballad of Bruce Lee
- 1975 – The Boat Song

Singoli
- 1968 – Baby Baby/You Put Me Down (Irene Ryder & Robert Lee)
- 1974 – The Ballad of Bruce Lee
- 1977 – Butterfly Dream/Killer Gunslinger (Chelsia Chan & Robert Lee)

### Altre apparizioni
- AA.VV. – Uncle Ray's Choice (2003) (con Irene Ryder)
- AA.VV. – Hong Kong Muzikland of the 60/70s 101 Vol. II (2013) (con i Thunderbirds)

## Filmografia

### Attore
- Bruce Lee: The Mand and the Legend (1973) - accreditato come "Jan-Fai Lee"
- Gui ma gu ye zi (1977) - accreditato come "Robert Jan-fai Lee"
- Shuo huang shi jie (1978) - accreditato come "Robert Jan-fai Lee"
- Bruce Lee: La maledizione del drago (1993)
- The Life of Bruce Lee (1994)
- Bruce Lee: The Legend Lives On (1999)
- Bruce Lee, My Brother (2010) - voce

### Produttore
- Bruce Lee, My Brother (2010)

### Compositore
- The Warrior Within (1976)

### Aiuto regista
- America bangmungaeg (1976)